# Mindre madagaskargås
Mindre madagaskargås (Alopochen sirabensis) är en utdöd fågelart i familjen änder inom ordningen andfåglar. Den beskrevs från subfossila lämningar i Antsirabe på centrala Madagaskar. Analys med kol-14-metoden visar att fågeln överlevde till åtminstone 1400 år sedan, vilket är efter människan kom till ön. Mindre madagaskargås är nära släkt med den nu levande nilgåsen och betraktas ibland som en underart till den också utdöda mauritiusgåsen.